# Seasick Steve
Seasick Steve (* 19. März 1951 in Oakland, Kalifornien; eigentlich Steve Wold) ist ein US-amerikanischer Bluesmusiker.

## Lebenslauf
Steve Wold stammt aus zerrütteten Familienverhältnissen. Als er vier Jahre alt war, trennten sich seine Eltern, mit 14 riss er von zuhause aus, zog als „Hobo“ (Wanderarbeiter) umher und hielt sich mit Gelegenheitsjobs über Wasser, landete aber auch mehrfach im Gefängnis. Außerdem trat er auch als Musiker im Umfeld bekannter Bluesmusiker auf, nachdem er schon als Kind Gitarre spielen gelernt hatte. So arbeitete er auch öfter als Studiohilfe in Tonstudios und sammelte Erfahrung als Tontechniker, womit er schließlich beruflich Fuß fasste.
Anfang der 1990er Jahre ließ er sich als Studiomusiker in Seattle nieder und arbeitete mit Bands wie Bikini Kill und Modest Mouse zusammen, deren zwei erste Alben er produzierte.
Steve Wold, der auch in seinen älteren Jahren immer viel unterwegs gewesen war und häufig den Wohnsitz gewechselt hatte, ließ sich nach einem Herzinfarkt in den 2000ern mit seiner norwegischen Frau in deren Heimat nieder. Erst im Alter von über 50 Jahren nahm er 2004 sein erstes eigenes Album auf. Zusammen mit der schwedischen Begleitband Level Devils erschien das Album Cheap.
Zwei Jahre später veröffentlichte er ein Soloalbum mit dem Titel Dog House Music. In Großbritannien erreichte er besondere Popularität durch seinen Auftritt in der Silvestershow von Jools Holland, wo er drei Titel spielte. 2007 war er daraufhin einer der erfolgreichsten Festivalkünstler und wurde im Juni desselben Jahres mit dem britischen MOJO Award als Breakthrough Act für seinen musikalischen Durchbruch ausgezeichnet. Mit einiger Verzögerung schlug sich sein Erfolg dann auch in den Hitparaden nieder. Anfang 2008 erreichte Dog House Music in den Independent Charts Platz 2 und in den offiziellen Albumcharts Platz 47.
Die Bluessongs von Seasick Steve befassen sich vor allem mit seiner Hobo-Zeit und eigenen Erlebnissen und erzählen autobiografische Geschichten. Auf beiden Alben erzählt er auch ohne Musik, unter anderem von einer Hündin, die ihn einige Zeit begleitete und ihm ein Dutzend Welpen hinterließ. Daraus entwickelte sich auch das Thema des Albums, das Dog house (Hundehütte).
Noch im selben Jahr veröffentlichte Steve Wold ein neues Album mit dem Titel I Started Out with Nothin' and I Still Got Most of It Left und diesmal stieg er damit auf Anhieb in die Top 10 in UK ein.

## Alben
- 2004: Cheap
- 2006: Dog House Music
- 2008: It’s All Good (EP)
- 2008: I Started Out with Nothin and I Still Got Most of It Left
- 2009: Man from Another Time
- 2010: Songs for Elisabeth (Kompilation)
- 2011: You Can’t Teach an Old Dog New Tricks
- 2011: Walkin’ Man – The Best of
- 2013: Hubcap Music
- 2015: Sonic Soul Surfer
- 2016: Keepin’ the Horse Between Me and the Ground
- 2018: Can U Cook?
- 2020: Love & Peace
- 2021: Blues In Mono
- 2022: Only On Vinyl[6]
- 2024: A Trip A Stumble A Fall Down On Your Knees

## Kritik
„Faszinierend wie es ihm gelingt, mit teils selbstgebauten Saiteninstrumenten und etwas Footstomping oder dem Einsatz eines Kehrbesens eine Blues-Atmosphäre zu schaffen, wie sie erdiger, staubiger kaum sein kann. Roots im Reifezustand.“